# Gare de Salbris
La gare de Salbris est une gare ferroviaire française, située sur les lignes des Aubrais - Orléans à Montauban-Ville-Bourbon et de Salbris au Blanc, sur le territoire de la commune de Salbris, dans le département de Loir-et-Cher, en région Centre-Val de Loire.
C'est une gare de la Société nationale des chemins de fer français (SNCF), desservie par des trains régionaux du réseau TER Centre-Val de Loire.

## Situation ferroviaire
La gare est située au point kilométrique (PK) 178,665 de la ligne des Aubrais - Orléans à Montauban-Ville-Bourbon entre les gares de Nouan-le-Fuzelier et de Theillay.
Elle est l'origine des lignes à voie métrique de Salbris au Blanc, et de Salbris à Argent (ligne fermée).
Son altitude est de 108 m.

## Histoire

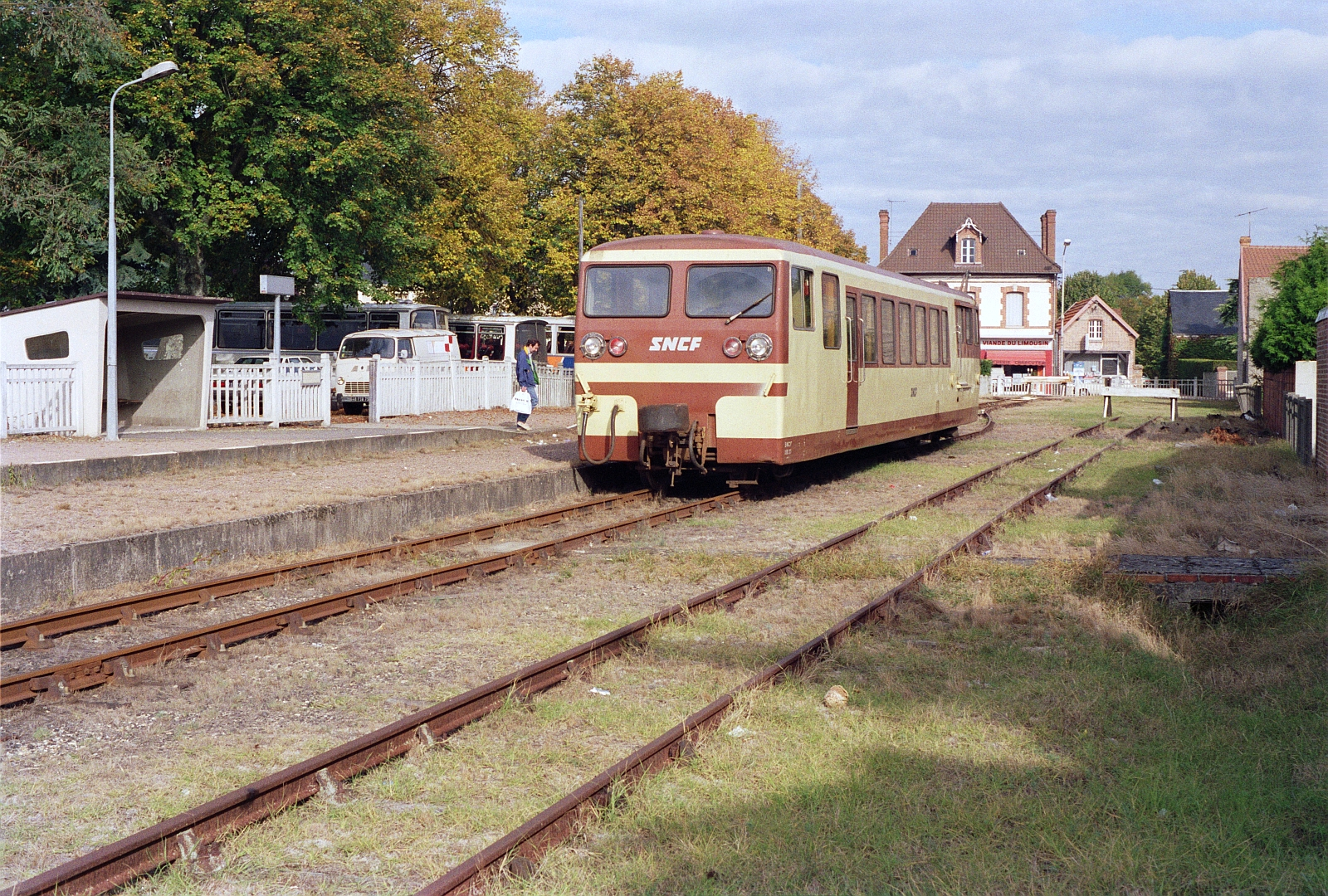
L'ancien terminus du Blanc-Argent avec un autorail Verney en 1989.

### Fréquentation
La fréquentation de la gare est détaillée dans le tableau ci-dessous :
| 2015    | 2016    | 2017    | 2018    | 2019    | 2020    | 2021    | 2022    | 2023    |
| ------- | ------- | ------- | ------- | ------- | ------- | ------- | ------- | ------- |
| 244 166 | 242 053 | 250 790 | 249 709 | 262 216 | 173 861 | 249 122 | 361 874 | 357 909 |

## Service des voyageurs

### Accueil
Cette gare SNCF, dispose d'un bâtiment voyageurs avec guichet et de distributeurs automatiques de titres de transport régionaux.
Elle est équipée, pour la ligne des Aubrais - Orléans à Montauban-Ville-Bourbon, de deux quais latéraux : le quai 1 dispose d'une longueur utile de 352 m et le quai 2 d'une longueur utile de 396 m. Les deux quais possèdent un abri voyageurs. Le changement de quai se fait par un passage souterrain.
Pour la ligne de Salbris au Blanc, deux quais encadrent une voie. La seconde voie et la voie de manœuvre ont été retirées à la fin de l'année en décembre 2016.

### Desserte
La gare est desservie par les relations commerciales TER Centre-Val de Loire Paris - Bourges / Nevers, Orléans - Vierzon - Châteauroux - Limoges, Bourges - Orléans et Luçay-le-Mâle - Romorantin-Lanthenay - Salbris.

### Intermodalité
La gare est desservie par la ligne 3 du réseau Rémi 41. Un parking et un parc à vélos sont aménagés.

## Service des marchandises
Cette gare est ouverte au trafic du fret.

## Galerie de photographies

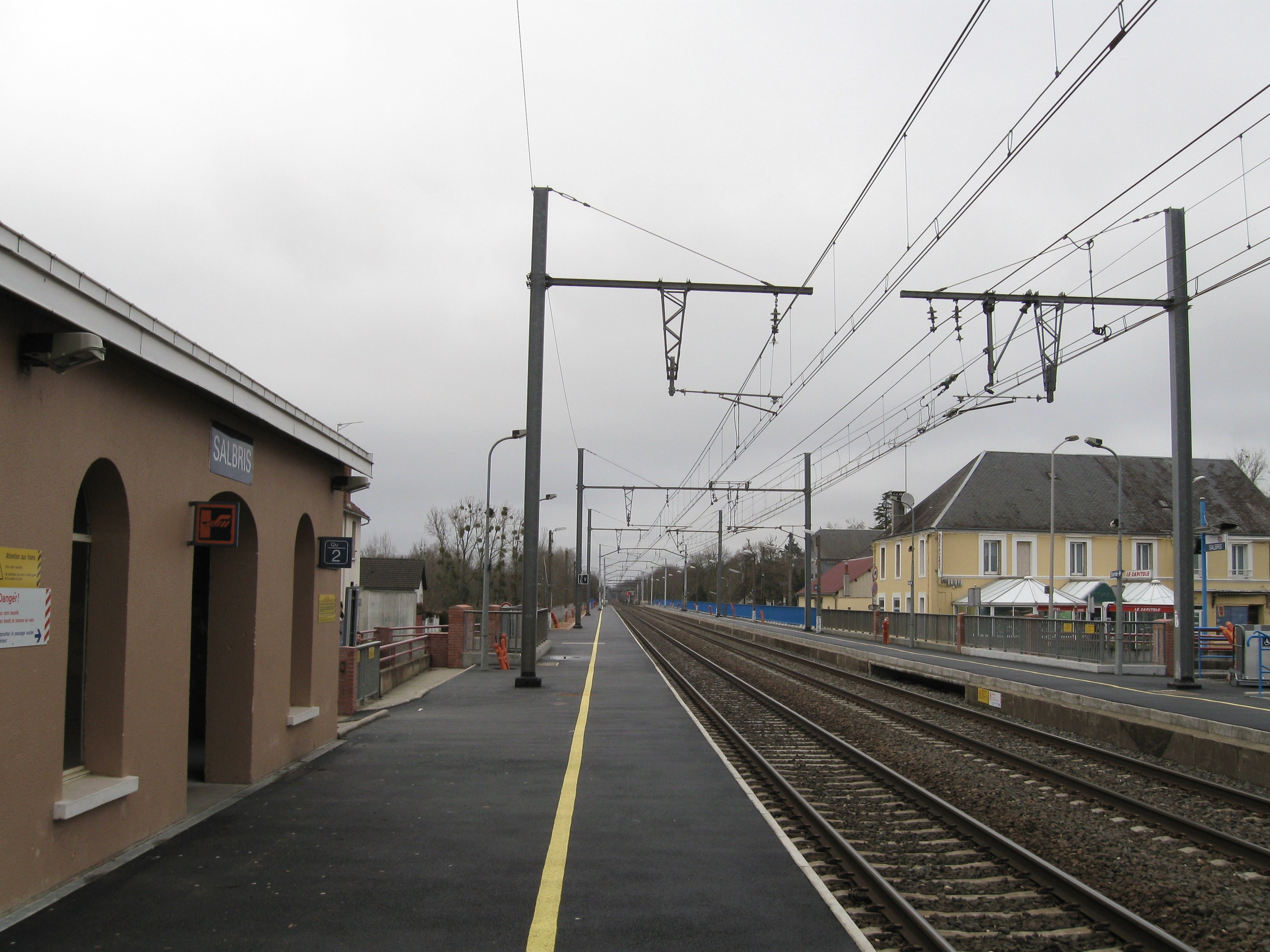
Les quais (ligne des Aubrais - Orléans à Montauban).
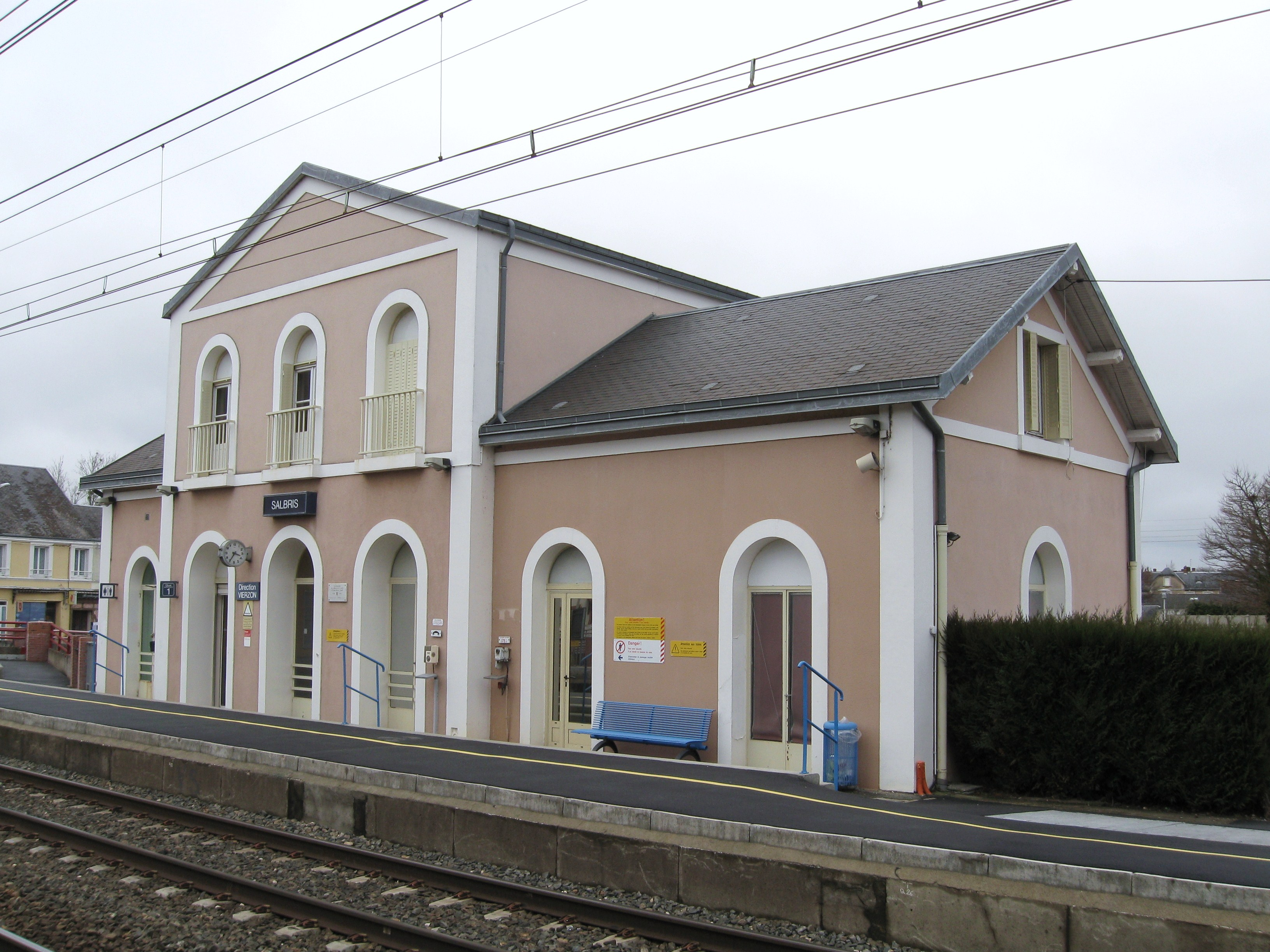
Le bâtiment voyageurs (ligne des Aubrais - Orléans à Montauban).
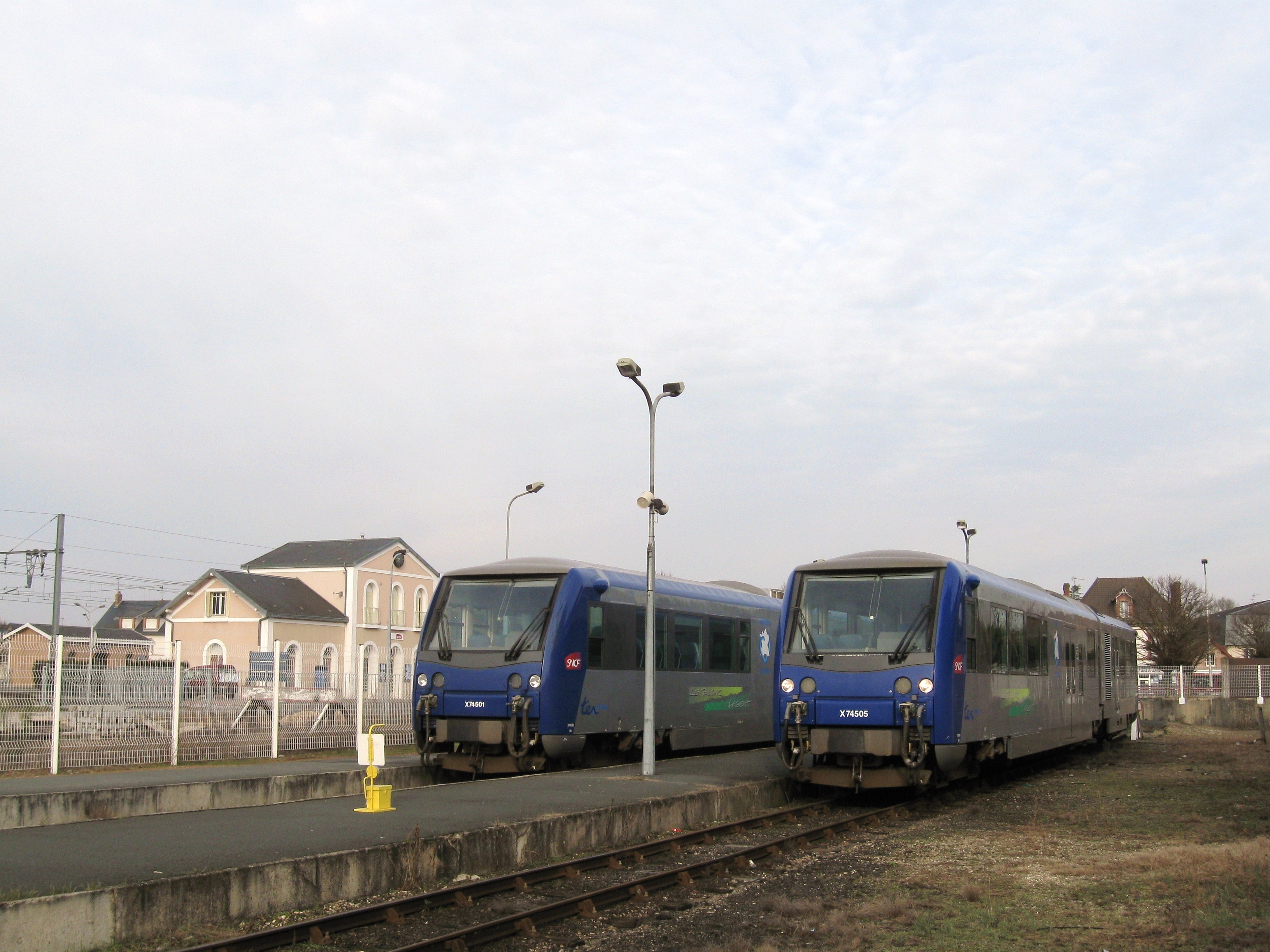
Le terminus du Chemin de fer du Blanc-Argent (Ligne de Salbris au Blanc).
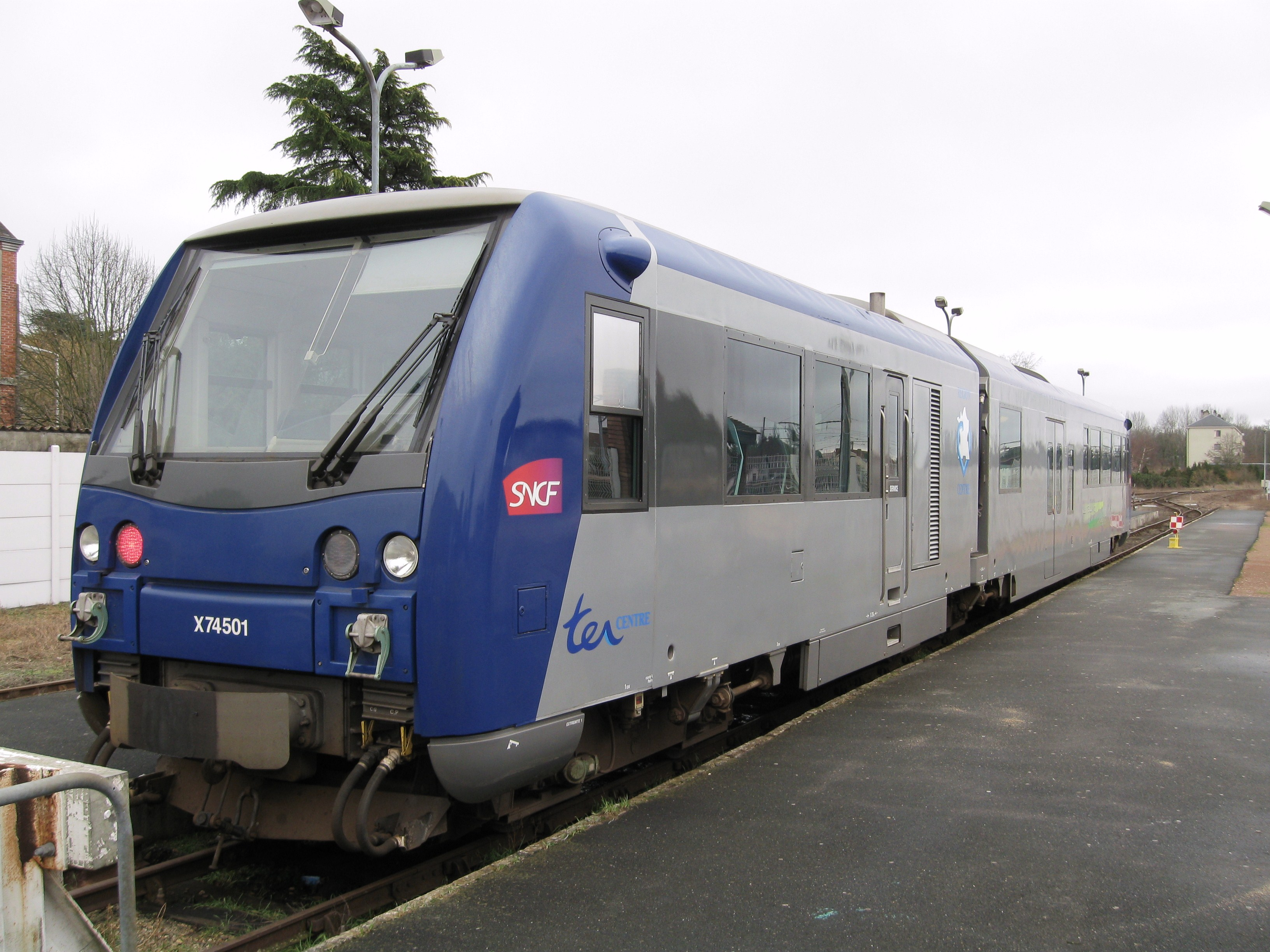
L'autorail X 74501 à son terminus.